# نینا یانگ
نینا یانگ (انگلیسی: Nina Young؛ زادهٔ ۱۹۶۶ (۵۸–۵۹ سال)) یک هنرپیشه اهل استرالیا است. وی از سال ۱۹۹۰ میلادی تاکنون مشغول فعالیت بوده‌است. 
از فیلم‌ها یا برنامه‌های تلویزیونی که وی در آن نقش داشته است،می‌توان به هری پاتر و سنگ جادو و درهای کشویی اشاره کرد.